# Стара пошта у Београду
Зграда старе поште у Београду (позната и као Пошта Београд 2) био је објекат на Савском тргу у Београду, поред зграде бивше Главне железничке станице. Зграда је изграђена 1929. године по пројекту архитекте Момира Коруновића и сматрана је за једну од најлепших грађевина у међуратном Београду и врхунско дело модерног српско-византијског стила.
Након тешких оштећења у савезничком бомбардовању 1944. године, зграда је 1947. реконструисана у духу социјалистичког реализма, потпуно изгубивши оригиналну раскошну фасаду. Остаци ове реконструисане зграде потпуно су срушени у јануару 2025. године како би се на истом месту изградила реплика оригиналне Коруновићеве зграде.

## Архитектура
Зграда старе поште била је најзначајније дело архитекте Момира Коруновића и врхунски пример националног стила са елементима експресионизма и сецесије. Коруновић је на овом објекту напустио академску крутост и симетричност, стварајући јединствену и динамичну композицију.
Фасада је била изузетно богата и карактерисала ју је комбинација хоризонталних и вертикалних редова прозора, венаца, забата, окулуса и медаљона. Посебно су се истицали експресионистички пластични украси и рогљасти забати на крову, који су представљали лични печат архитекте. Иако је део стручне јавности тог времена критиковао Коруновићев "превише декоративан" приступ, зграда је убрзо постала један од симбола Београда.

## Историјат и употреба
Зграда је изграђена 1929. године за потребе Поште Београд 2. Крајем 1930-их била је „највећа на Балкану” и у њој је радило око 700 службеника. Међутим, услови рада су били тешки, са мрачним просторијама и нефункционалним лифтовима.
Била је подељена на више одељака, укључујући доставни, експедицију пакета, збирну благајну, амбулантне поште и одељење за царињење пакета из иностранства. Током 1935. године, кроз пошту је прошло готово 415 милиона различитих пошиљака.

### Рушење и реконструкција
Зграда је тешко оштећена током савезничког бомбардовања Београда у Другом светском рату 1944. године. Након рата, у периоду Федеративне Народне Републике Југославије, зграда није обновљена у оригиналном облику. Уместо тога, 1947. године је реконструисана у духу социјалистичког реализма, који је фаворизовао нови комунистички режим. Са фасаде су уклоњени сви орнаменти и декоративни елементи, а зграда је добила једноставну, функционалистичку фасаду која је у потпуности сакрила Коруновићево дело.

### Најава обнове и рушење
Идеја о обнови оригиналне фасаде појављивала се више пута. Током 2018. и 2020. године, градски челници су најављивали да ће згради бити враћен изглед какав је имала пре рата. Децембра 2022. најављено је да ће зграда након обнове имати нову намену и да ће у њој бити смештени школа, вртић, позориште "Бошко Буха" и Дечији музеј.
Након што се Пошта Србије иселила из зграде у септембру 2023. године, коначно је потврђено да ће зграда бити потпуно срушена како би се изградила нова, верна реплика оригиналног Коруновићевог пројекта. Рушење је завршено у јануару 2025. године, након чега је започета припрема терена за изградњу реплике. Оригинални цртежи и скице нису у потпуности сачувани, али део пројеката фасаде јесте сачуван у архиви породице Коруновић.

## Галерија
- Фотографија оригиналне зграде
- Пошта на разгледници из 1931.
- Рушевине Старе поште након рушења, јануар 2025.